# Dislocatie

Schematische weergave van een planaire dislocatie.

Dislocatie is een term uit de materiaalkunde die gebruikt wordt om een lineair roosterdefect in een kristalstructuur aan te duiden. De (mate van) aanwezigheid van dislocaties is sterk van invloed op veel van de eigenschappen van verschillende materialen. De theorie der dislocaties, die de effecten van dislocaties op materiaaleigenschappen beschrijft, werd voor het eerst beschreven in 1905 door Vito Volterra.
Er bestaat twee hoofdtypen dislocaties planaire dislocaties, ook wel randdislocaties genoemd, en schroefdislocaties.

## Dislocaties in verschuivingen en plasticiteit
Tot de jaren 1930 was het voor materiaalkundigen een raadsel hoe het verschijnsel plasticiteit werkte op microscopische schaal. Een naïeve poging om de schuifspanning te berekenen waarbij naast elkaar gelegen kristalvlakken over elkaar gaan schuiven binnen een perfect kristal geeft het volgende resultaat: voor een materiaal met een glijdingsmodulus {\displaystyle G} wordt de schuifkracht {\displaystyle \tau _{m}} benaderd door de formule
{\displaystyle \tau _{m}={\frac {G}{2\pi }}}
De glijdingsmodulus voor metalen is echter normaal een waarde in het interval 20.000 - 150.000 MPa, wat moeilijk in overeenstemming is te brengen met de schuifspanningen die gemeten worden bij de plastische vervormingen tijdens experimenten — ergens tussen de 0,5 en 10 MPa.
In 1934 realiseerden drie wetenschappers (Egon Orowan, Michael Polanyi en Geoffrey Ingram Taylor) zich ongeveer gelijktijdig dat plastische vervorming verklaard kon worden met behulp van dislocaties. Dislocaties kunnen door een materiaal heen gaan "lopen" als atoomverbindingen met het dislocatievlak loslaten en de "losse" atomen zich vervolgens weer koppelen aan atomen die achter de breuklijn liggen. Zelfs uit de simpelste modellen blijkt dat de benodigde kracht voor een verschuiving van een dislocatie veel kleiner is dan die voor verschuiving binnen een perfect kristal. Aangezien metalen van nature eigenlijk altijd dislocaties bevatten, verklaart dit de typische vervormbaarheid van metalen.
Als metalen blootgesteld worden aan koudbewerking (vervorming bij temperaturen die laag zijn ten opzichte van het smeltpunt van het metaal, zeg 30% van het smeltpunt), neemt het aantal dislocaties per volume van het materiaal (de dislocatiedichtheid) toe door de vorming van nieuwe dislocaties en de uitbreiding van bestaande dislocaties in het materiaal. Als gevolg hiervan treedt overlap op in de spanningsvelden van naburige dislocaties. Naarmate de overlap toeneemt, neemt ook de weerstand van het materiaal tegen de verplaatsing van dislocaties toe. Hierdoor wordt het materiaal harder naarmate de vervorming voortschrijdt. Dit effect wordt spanningsverharding of ook werkverharding genoemd.
Het resultaat van spanningsverharding kan ongedaan gemaakt worden door de juiste verhitting van het materiaal (gloeien geheten). Hierdoor herstelt het materiaal zich en rekristalliseert het.

## Planaire dislocaties
Planaire dislocaties worden ook wel randdislocaties genoemd. Dergelijke dislocaties kunnen voorgesteld worden als vervormingen die optreden omdat een "laag" atomen, een plat vlak binnen een materiaal aangeduid als het dislocatievlak, plotseling ophoudt waar het omliggende materiaal verder loopt. In een dergelijk geval treedt dislocatie op doordat de omliggende atoomvlakken niet meer recht doorlopen maar naar binnen krullen om de leegte op te vullen en zo een symmetrische vervorming vormen rond het "einde" van het dislocatievlak. Een dergelijke dislocatie is sterk gelokaliseerd, waarbij het effect een beetje lijkt op een stapel papier waar opeens een half vel tussen zit. De dislocatie is alleen maar merkbaar rond de zijde waar het halve vel ophoudt.

### Geometrie van een planaire dislocatie
Een planaire dislocatie wordt veroorzaakt door het plotseling "afkappen" van een kristalvlak binnen een kristalstructuur, waarna de omliggende atomen zich naar binnen verplaatsen om de leegte op te vullen. Om zich een dergelijk defect goed voor te stellen, kan men het best beginnen zich een perfect kristalrooster voor te stellen waarin alle atomen door bollen voorgesteld worden. Figuur 1 toont een dergelijk rooster.

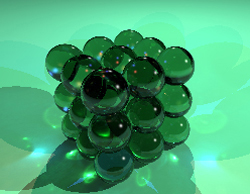
Figuur 1 – Atomen gearrangeerd in een perfecte, kubusvormige kristalstructuur
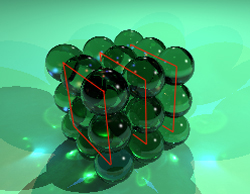
Figuur 2 – Dezelfde kristalstructuur met daarin de atoomvlakken aangeduid
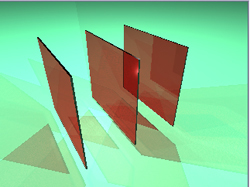
Figuur 3 – Projectiemodel van de atoomvlakken in het kristal
Figuur 4 – Projectiemodel van een kristalstructuur met een planaire dislocatie. De Burgersvector is in het zwart aangegeven met b, de dislocatielijn in blauw.

Het is mogelijk om zich voor te stellen dat een dergelijk rooster opgebouwd is uit lagen: vlakken van atomen die in plakjes bovenop elkaar liggen of naast elkaar staan. Figuur 2 en Figuur 3 tonen hoe deze voorstelling volgt uit het kristalrooster van Figuur 1.
Figuur 4 toont een planaire dislocatie die ontstaat door in het model van Figuur 3 een atoomvlak als het ware door midden te breken en een helft te verwijderen. De naastgelegen atoomvlakken buigen om en vullen de leegte op, zoals een straal water uit de kraan die met een vinger in het midden onderbroken wordt. Op enige afstand van het defect is het defect niet meer merkbaar — de vervorming is zeer lokaal.

## Schroefdislocaties

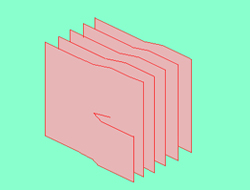
Projectiemodel van een kristalstructuur met een schroefdislocatie.

Schroefdislocaties zijn aanmerkelijk complexere disclocaties die optreden rondom een denkbeeldige breuklijn in het materiaal. Verschuivingen van atomen bouwen een dislocatie op die lijkt op een schroefdraad — of een kurkentrekker die zich door het materiaal heenboort.
De meeste dislocaties die in materialen optreden zijn feitelijk niet puur van een van deze types, maar een combinatie van de twee. Dit wordt een gemengde dislocatie genoemd.

### Geometrie van een schroefdislocatie
Een schroefdislocatie is aanzienlijk complexer van structuur dan een planaire dislocatie. Het begin ervan is echter hetzelfde: er ontstaat een "breuklijn" in een materiaal waarlangs omliggende atomen zich herschikken om de leegte op te vullen.
Bij een schroefdislocatie geschiedt de opvulling doordat het omliggende materiaal zich als het ware om de breuklijn heen draait, alsof er een schroef door het materiaal gedraaid wordt.

## Burgersvector
De mathematische beschrijving van dislocaties is een toepassing van Burgers' vergelijking voor de dynamiek van materialen. Uit dit vergelijkingsstelsel van Johannes Martinus Burgers volgt dat een dislocatie en zijn belangrijkste eigenschappen beschreven kan worden in termen van een Burgersvector (W.G. Burgers). Specifiek geldt dat een planaire dislocatie gekarakteriseerd wordt door een Burgersvector die loodrecht op de atomaire breuklijn staat (zoals geïllustreerd in Figuur 4), terwijl een schroefdislocatie gekarakteriseerd wordt door een vector die parallel loopt aan de breuklijn. Deze atomaire breuklijn wordt de dislocatielijn genoemd en is een vector aangegeven met de letter L.

Planaire dislocatie (links) en schroefdislocatie (rechts).

De grootte van de vector is ook beschrijvend en is recht evenredig met de grootte van de dislocatie. In metaalkristallen bijvoorbeeld worden dislocaties beschreven door Burgersvectoren met een grootte van een enkele interatomaire ruimte.